# Tunisko na Letních olympijských hrách 2012
Tunisko se účastnilo Letní olympiády 2012. Zastupovalo ho 86 sportovců (66 mužů a 20 žen) v 17 sportech.

## Medailisté
| Medaile | Jméno            | Sport    | Soutěž                 |
| ------- | ---------------- | -------- | ---------------------- |
| Zlato   | Oussama Mellouli | Plavání  | muži maraton 10 km     |
| Stříbro | Habiba Ghribiová | Atletika | Ženy 3000 m překážek   |
| Bronz   | Oussama Mellouli | Plavání  | muži 1500 m volný styl |